# Tupac Amaru III

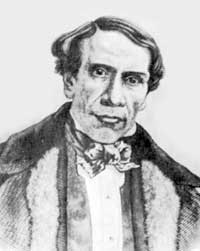
Tupac Amaru III

Juan Bustamante Dueñas (Vilque, 24 czerwca 1808-Pusi, 3 stycznia 1868), znany jako Tupac Amaru III, był peruwiańskim rdzennym przywódcą, który domagając się sprawiedliwości społecznej, poprowadził bunt chłopski w Puno w latach 1867-1868. Pokonany, został stracony.